# Västliga mullvadssalamandrar
Västliga mullvadssalamandrar (Dicamptodon) är ett släkte av groddjur som beskrevs av Strauch 1870. Enligt nyare studier är Dicamptodon ensam i familjen Dicamptodontidae.
Arterna är nära släkt med mullvadssalamandrar och de listades tidigare till denna familj. Troligen är båda familjer systertaxon.
Släktets arter förekommer i västra Nordamerika vid Stilla havet från British Columbia (Kanada) till Kalifornien (USA) och österut till norra Idaho. Arterna har ett kraftigt bett som kan vara smärtsamt för människor.
Västliga mullvadssalamandrar är större än de egentliga mullvadssalamandrarna och dessutom finns differenser i konstruktionen av körtlarna vid kloaköppningen. Liksom hos andra stjärtgroddjur förekommer inre befruktning av honans ägg.
Arter enligt Catalogue of Life:
- Dicamptodon aterrimus
- Dicamptodon copei
- Dicamptodon ensatus
- Dicamptodon tenebrosus

IUCN listar Dicamptodon ensatus som nära hotad (NT) och alla andra som livskraftiga (LC).